# Joannicjusz (Mićović)
Joannicjusz, imię świeckie Jovan Mićović (ur. 20 kwietnia 1959 w Velimlju) – czarnogórski duchowny prawosławny, biskup Serbskiego Kościoła Prawosławnego.

## Życiorys
Jest absolwentem wydziałów teologicznego i filozoficznego Uniwersytetu Belgradzkiego. 30 października 1990 złożył wieczyste śluby zakonne w monasterze Ćelija Piperska. 7 lutego 1991 przyjął święcenia diakońskie, zaś 17 lutego 1991 – kapłańskie. W tym samym roku został przełożonym monasteru Sawina. W roku następnym przeniesiony do monasteru Narodzenia Matki Bożej w Cetyni jako jego przełożony oraz wykładowca seminarium przyklasztornego.
W 1999 Święty Sobór Biskupów Serbskiego Kościoła Prawosławnego wybrał go na biskupa pomocniczego metropolii Czarnogóry i Przymorza z tytułem biskupa budimlańskiego. 3 czerwca 1999 przyjął chirotonię biskupią. W 2000, po wyodrębnieniu z metropolii eparchii budimlańsko-nikšickiej został jej biskupem ordynariuszem.
W 2021 r. na mocy decyzji Świętego Soboru Biskupów Cerkwi Serbskiej stanął na czele metropolii Czarnogóry i Przymorza. Jego intronizacja odbyła się 5 września tegoż roku w monasterze Cetyńskim. W dniu uroczystości w Cetyni doszło do gwałtownych demonstracji zwolenników utworzenia autokefalicznego Kościoła prawosławnego w Czarnogórze, którzy starali się uniemożliwić przeprowadzenie intronizacji biskupa uznającego zwierzchność patriarchy serbskiego. Przeciwko intronizacji metropolity Joannicjusza w historycznej stolicy niepodległej Czarnogóry był czarnogórski prezydent Milo Djukanović, natomiast premier kraju Zdravko Krivokapić był obecny na uroczystości. 